# Ducato di Bracciano
Il ducato di Bracciano è stato un feudo pontificio, situato intorno all'omonimo lago e amministrato da un ramo della famiglia Orsini con rango signorile (dal 1417) e ducale (dal 1560 al 1696).

## Storia

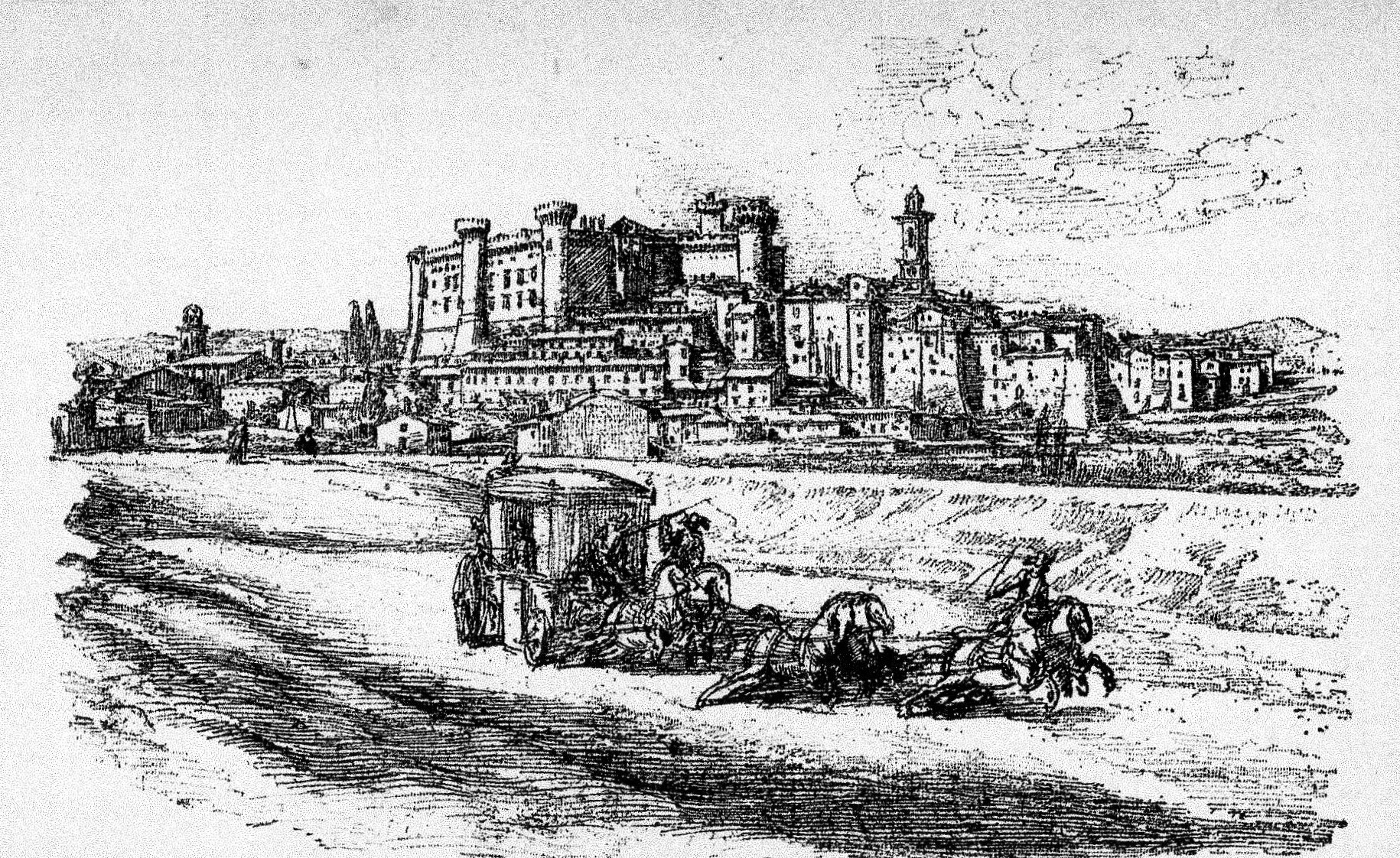
Bracciano e il castello Orsini nel Seicento

Paolo Giordano I, primo duca sovrano di Bracciano

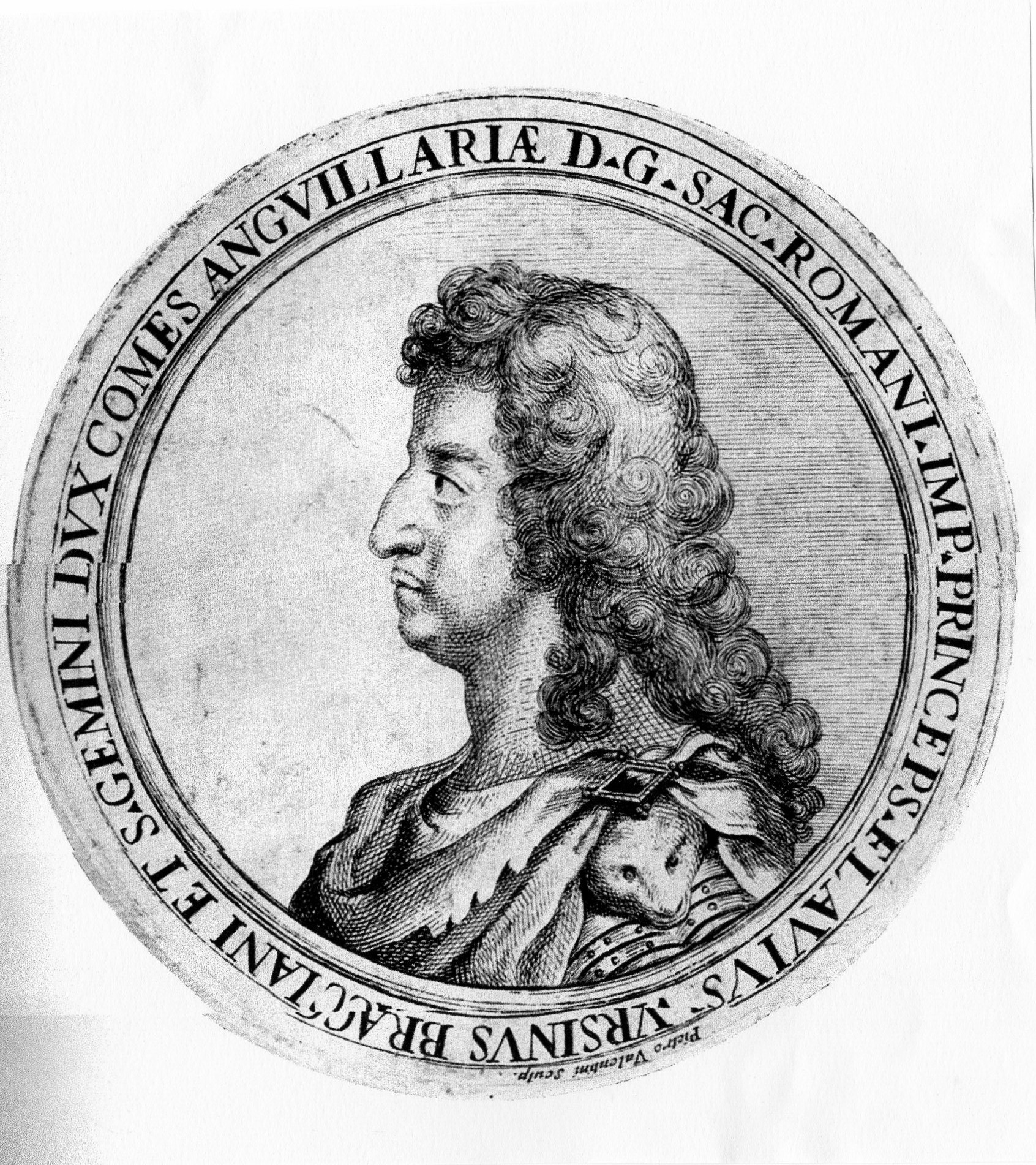
Flavio Orsini, ultimo duca sovrano

Nel 1558 si celebrarono le nozze fra Paolo Giordano I Orsini, erede di Girolamo e di Francesca Sforza di Santa Fiora, e Isabella de' Medici, figlia del duca di Firenze Cosimo I. Per accattivarsi la famiglia della sposa il papa Pio IV elevò la signoria di Bracciano a ducato, sottomettendogli nuovi territori: ciò comportò per l'Orsini ulteriori disponibilità economiche. Il feudo conobbe in tale periodo un certo fermento per le attività produttive volute dal duca, quali la trasformazione dello zolfo e del ferro, la manifattura degli arazzi, rese possibili dall'abbondanza di acqua proveniente da un acquedotto da lui fatto realizzare.
Il dominio degli Orsini su Bracciano era però iniziato nel 1417 con Carlo di Giovanni, discendente da Napoleone Orsini, morto intorno al 1267. Fu investito del titolo di signore di Bracciano dal papa Martino V. Alla sua morte, nel 1445, si avvicendarono Napoleone (anche conte di Tagliacozzo, rifece completamente la rocca già appartenuta ai Prefetti di Vico), Gentile Virginio, Gian Giordano, Girolamo e Paolo Giordano I. Questi fu il primo di una famiglia romana a ricevere dal pontefice la qualifica ducale: in seguito, dopo il consolidamento del potere della Chiesa, venne messa in atto una politica contraria ai baroni e, gradualmente, tutti i feudi rientrarono sotto la sua completa autorità.
Al novello duca erano state conferite le classiche prerogative feudali: imposizione di tributi, facoltà di battere moneta (che non usò), asilo politico, il cosiddetto mero et mixto imperio (ovvero l'esercizio del potere giudicante nella giurisdizione civile e penale).
Il ducato comprendeva sette terre: Bracciano, Anguillara (legata all'Orsini da unione personale, quindi autonoma e con il rango di conte, poi marchese, spettante al primogenito della casata), Cerveteri, Trevignano, Monterano, Campagnano e Formello, nonché altre venticinque tenute, tra cui Palo e Viano.
Vassalli del Papa e del re di Spagna, i vari rami degli Orsini erano riusciti a costituire globalmente un vasto stato feudale che incominciava dalle contee di Tagliacozzo (da cui ebbe origine la linea di Bracciano), Alba e Carsoli, nel viceregno di Napoli, proseguiva nei territori intorno a Subiaco fino ad arrivare al mar Tirreno, presso il castello di Palo, dopo aver attraversato la zona del lago Sabatino, vigilando così sulle più importanti arterie d'accesso a Roma. Fu Napoleone I Orsini a scegliere Bracciano come piccola "capitale" e a trasformare il maniero in una piazzaforte militare e, al contempo, in una dimora signorile, sede di un'elegante corte.
Gli Orsini di Bracciano, oltre ai menzionati castelli, risiedevano soprattutto nel palazzo romano di Monte Giordano e avevano designato la collegiata braccianese di Santo Stefano come luogo di sepoltura.
Dopo le tragiche vicende delle mogli di Paolo Giordano I, Isabella de' Medici e Vittoria Accoramboni, tra i duchi successivi si distinse Paolo Giordano II, principe del Sacro Romano Impero (1623) e principe consorte di Piombino, come marito della regnante Isabella Appiano, appassionata d'arte. Il feudo ormai si era avviato sulla strada del declino, per la lontananza della famiglia reggente e il suo disinteresse nei confronti delle necessità dei sudditi. L'ultimo duca Flavio, bisognoso di denaro, alienò progressivamente i territori del feudo ad alcune famiglie romane (Chigi, del Grillo) e, infine, Bracciano e il titolo agli Odescalchi nel 1696, cui tuttora appartiene il castello. La seconda moglie, Marie Anne de La Trémoille, una volta vedova, si recò a Madrid dove il re Filippo V le conferì l'incarico di camarera mayor della regina Maria Luisa di Savoia, ma, nel 1714, fu letteralmente cacciata dalla nuova consorte Elisabetta Farnese per le sue continue interferenze nella politica spagnola.
L'ultima duchessa sovrana di Bracciano ritornò, dunque, a Roma e morirà nel 1722. I beni immobili rimasti e il rango ducale vennero trasmessi agli Odescalchi, e per un brevissimo periodo, ai Torlonia, ma l'antico feudo fu riassorbito nello Stato Pontificio per volere del papa Innocenzo XII.

## Feudatari di Bracciano (1417-1560) - Duchi di Bracciano (1560-1696)

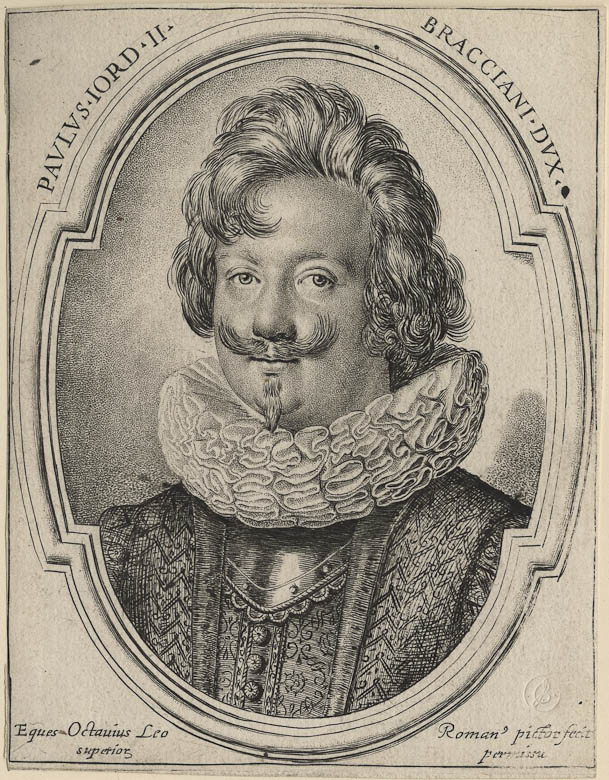
Paolo Giordano II

## Feudatari di Bracciano (1417-1560) - Duchi di Bracciano (1560-1696)[8]
| Titolo       | Nome              | Periodo            | Consorte e note |
| Signore      | Carlo Orsini      | 1417 - 1445        | Paola Gironima Orsini di Tagliacozzo |
| Signore      | Napoleone         | 1445 - 1480        | Francesca Orsini di Monterotondo; fu anche conte di Tagliacozzo |
| Signore      | Gentile Virginio  | 1480 - 1497        | Isabella Orsini di Salerno |
| Signore      | Gian Giordano     | 1497 - 1517        | Maria Cecilia d'Aragona-Napoli (figlia naturale del re Ferdinando I di Napoli); Felice Della Rovere (figlia naturale del papa Giulio II, acquistò il castello di Palo) |
| Signore      | Girolamo          | 1517 - 1545        | Francesca Sforza di Santa Fiora |
| Signore Duca | Paolo Giordano I  | 1545 - 1560 - 1585 | Isabella de' Medici Vittoria Accoramboni (unione più volte annullata)                                                                                                  |
| Duca         | Virginio          | 1585 - 1615        | Flavia Damasceni Peretti |
| Duca         | Paolo Giordano II | 1615 - 1656        | Isabella Appiano, principessa di Piombino; nominato principe del Sacro Romano Impero da Ferdinando II d'Asburgo il 18 luglio 1623                                      |
| Duca         | Ferdinando        | 1656 - 1660        | Giustiniana Orsini |
| Duca         | Flavio            | 1660 - 1696        | Ippolita Ludovisi; Marie Anne de La Trémoille; ultimo duca sovrano, morì nel 1698                                                                                      |